# ИЖ-34\35
ИЖ-34 — спортивный пистолет производства Ижевского механического завода.

## Разработка
Пистолет находился в разработке с 1973 года. Руководитель разработки — А. Г. Пасынков, непосредственный исполнитель — В. А. Ярыгин. В 1978 году прошёл государственные испытания и вместе со своей модификацией ИЖ-35 заменил в производстве пистолеты ИЖ-ХР-30\31. 
В 1987 году в конструкции пистолетов ИЖ-34 и ИЖ-35 были устранены ряд недостатков, выявленных в ходе эксплуатации, живучесть была увеличена в 1,3 раза. Модернизированные пистолеты получили индекс «М».

## Модификации

### ИЖ-34 (ИЖ-34М)
Усовершенствованная версия модели HP-31, предназначена для соревнований в скоростной стрельбе, с патроном «22 Шорт» кольцевого воспламенения. Имеет необычный ударник, с шарниром в верхней части, что позволяет опустить ось ствола относительно руки. Спусковой механизм — регулируемый, целик — микрометрически регулируемый, рукоятка эргономичной формы снабжена регулируемым упором для ладони. Магазин размещён внутри рукоятки, металлические детали отделаны воронением.

### ИЖ-35 (ИЖ-35М)
Предназначен для соревнований в классе «стандартный пистолет» (не скоростная стрельба), это в основном модель 34, но с патроном 22 LR кольцевого воспламенения. Отделка — воронением или под нержавеющую сталь, матовая.

## Завоёванные награды
Со спортивным пистолетом ИЖ-35 и его модернизированным вариантом ИЖ-35М стрелками национальной сборной СССР/России завоевано 12 медалей Олимпиад, мировых и европейских первенств (из них 5 — золотых), две победы в финалах Кубка мира.